# Формоза, Тони
Энтони «Тони» Формоза (мальт. Tony Formosa; 2 июня 1937, Рабат, Гоцо, Мальта — 13 января 2024) — мальтийский футболист, тренер и спортивный функционер.

## Биография
В качестве футболиста провел всего четыре матча в элитной лиге за «Сент-Патрик». Рано закончил карьеру из-за перелома руки. В качестве тренера работал с многими ведущими командами страны. Находясь у руля сборной Мальты, Формоза в 1971 году руководил ей в первом в истории национальной команды матче в отборочном турнире Чемпионата мира против Венгрии (0:2). Будучи главным тренером «Флорианы», добился с ней рекордной беспроигрышной серии в 40 матчей.
После завершения тренерской карьеры Тони Формоза был назначен на должность главы отдела спорта Министерства образования и культуры Мальты. Находясь на этом посту ему удалось добиться новых спортивных сооружений в стране. При участии Формозы на Мальте в течение трех лет подряд проводился чемпионат мира по морским гонкам Формулы-1 на моторных лодках.
Бывший наставник скончался 13 января 2024 года на 87-м году жизни.

## Достижения
- Чемпион Мальты (2): 1974/75, 1976/77.
- Обладатель Кубка Мальты (3): 1975, 1976, 1981.